# Музей Камиллы Клодель
Музей Камиллы Клодель (фр. Musée Camille-Claudel) — музей скульптуры во французском городе Ножан-сюр-Сен в 110 километрах от Парижа.

## История музея
В конце XIX — начале XX века городок Ножан-сюр-Сен в 110 километрах к юго-западу от Парижа был известен как место, связанное с несколькими скульпторами. Во-первых, здесь родился скульптор и педагог Поль Дюбуа-Пигаль (1829—1905), воспитавший целое поколение французских скульпторов. Во-вторых, здесь же проживал его друг, скульптор Жозеф Мариус Рамюс (1805—1888). Именно здесь Рамюс обратил внимание, что мальчик, работающий в его саду помощником садовника, имеет талант к скульптуре. Сперва Рамюс обучал его сам, а затем добился, чтобы мэрия Ножан-сюр-Сена выделила юноше стипендию на продолжение обучения, и отправил его в Париж к Дюбуа-Пигалю. Так на скульптурном небосклоне Франции взошла звезда Альфреда Буше (1850—1934). А уже Буше, в свою очередь, взял в ученицы Камиллу Клодель (1864—1943), с двенадцати лет жившую в Ножан-сюр-Сене, которая позднее стала, возможно, наиболее известной женщиной-скульптором своего поколения, а также подругой и музой Огюста Родена.
Альфред Буше был не только знаменитым и успешным скульптором, но и щедрым меценатом. В Париже он выстроил коммуну-фаланстер для нуждающихся художников: знаменитый «Улей», а сам поселился в пристройке во дворе. Также Буше, сам уроженец деревни Буи-сюр-Орвен рядом с Ножан-сюр-Сеном, был до конца жизни благодарен городу за предоставленную стипендию. Поэтому в 1902 году Буше, вместе со своим учителем Дюбуа, подарили городу целый музей, в котором хранились работы обоих скульпторов. Кроме того, в коллекции музея имелись несколько работ Рамюса, а также учеников Буше, включая Камиллу Клодель. Этот музей был известен как музей Дюбуа-Буше.
В XXI веке, в связи с тем, что интерес к классической скульптуре у французов падал, а интерес к женскому искусству, напротив, рос, мэрия Ножан-сюр-Сена приняла решение о кардинальном переформатировании музея. Для этой цели был приобретён дом, в котором когда-то жила с семьёй Камилла Клодель, а также коллекция из более чем 40 её работ. В итоге, в 2017 году открылся новый, оснащённый современным оборудованием музей, где в более чем десяти залах выставлены в основном работы Камиллы Клодель (крупнейшая в мире коллекция работ скульптора), но также нашлось место и для скульптур Дюбуа, Рамюса и Буше.

## В залах музея

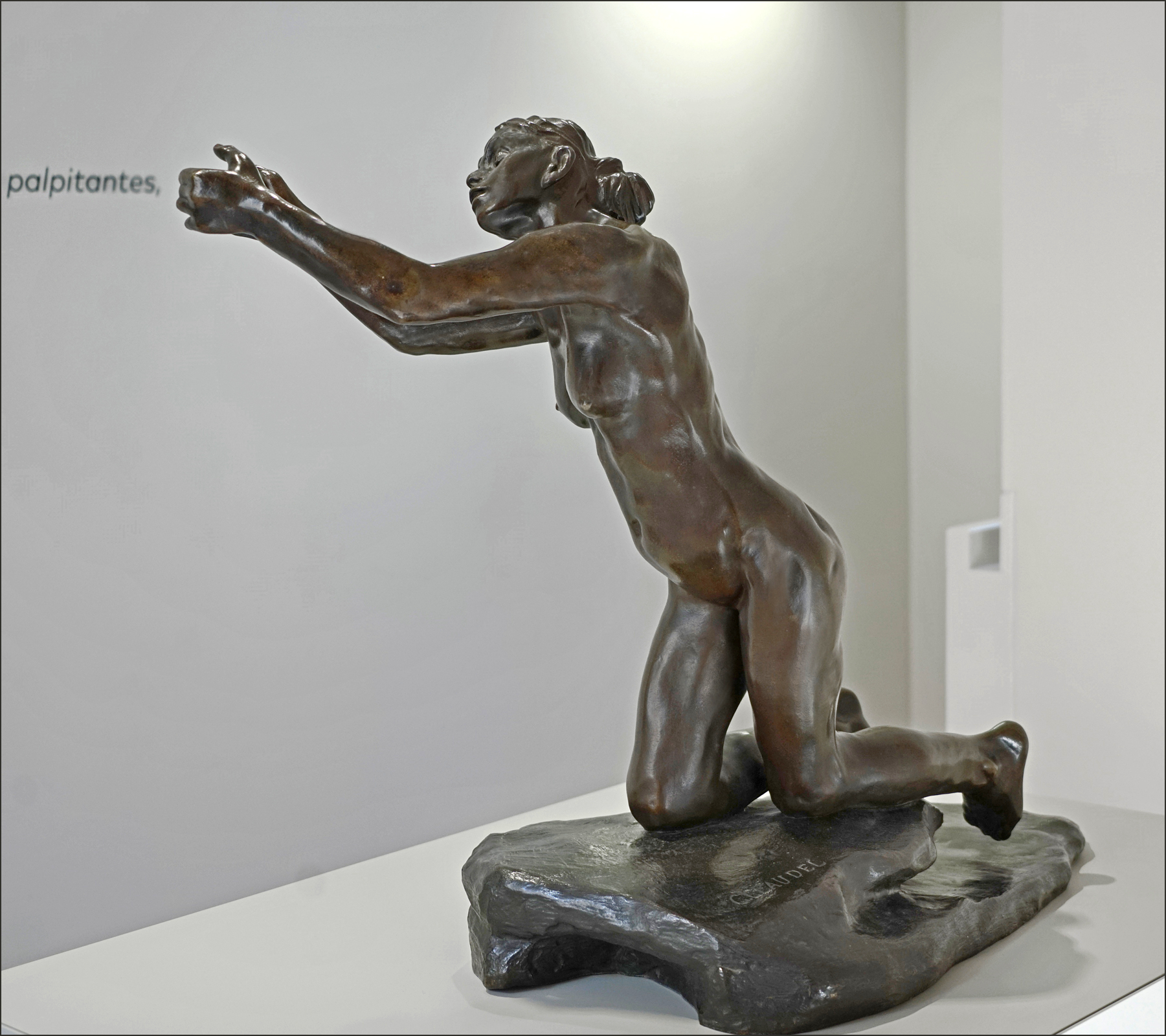
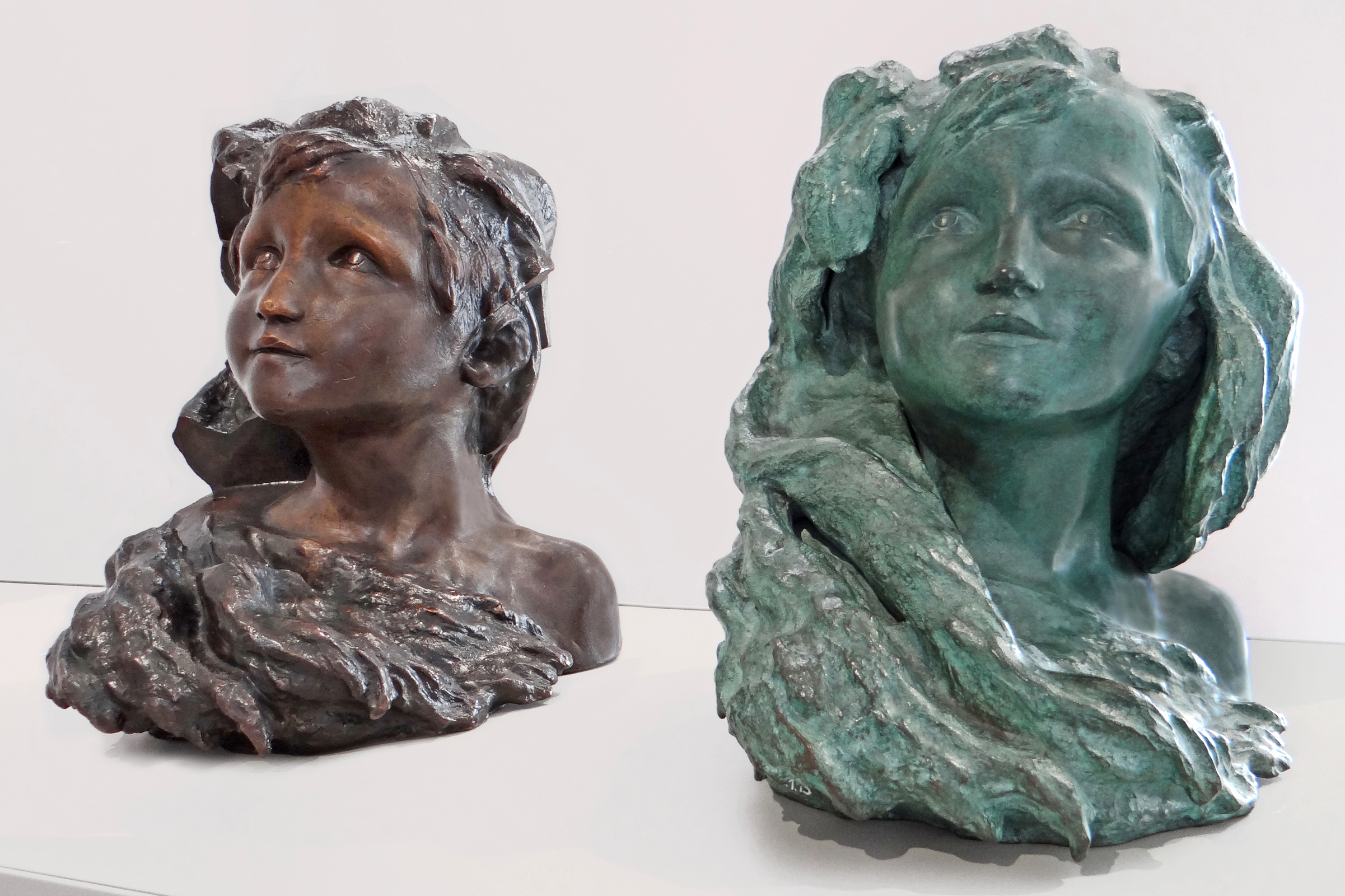
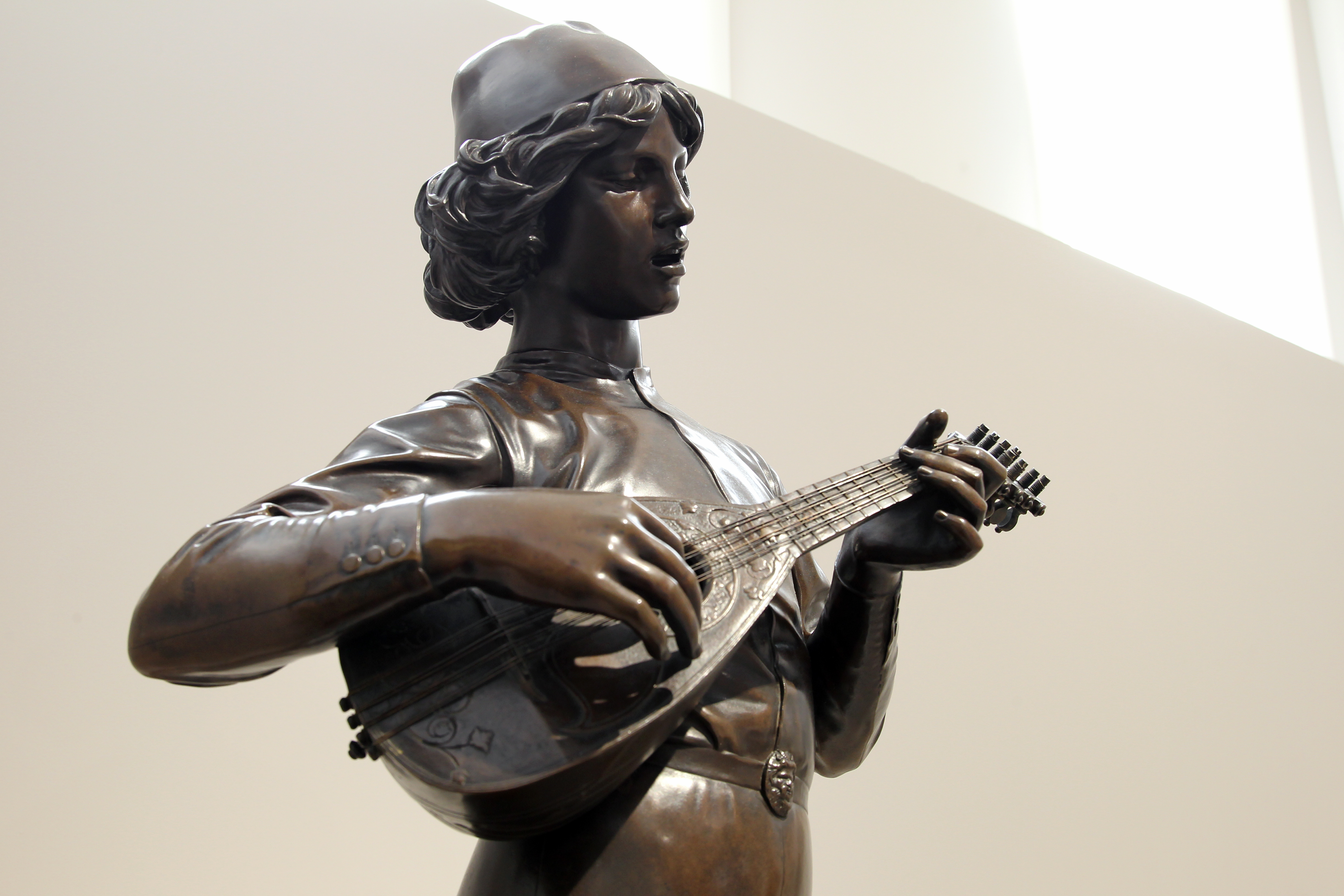
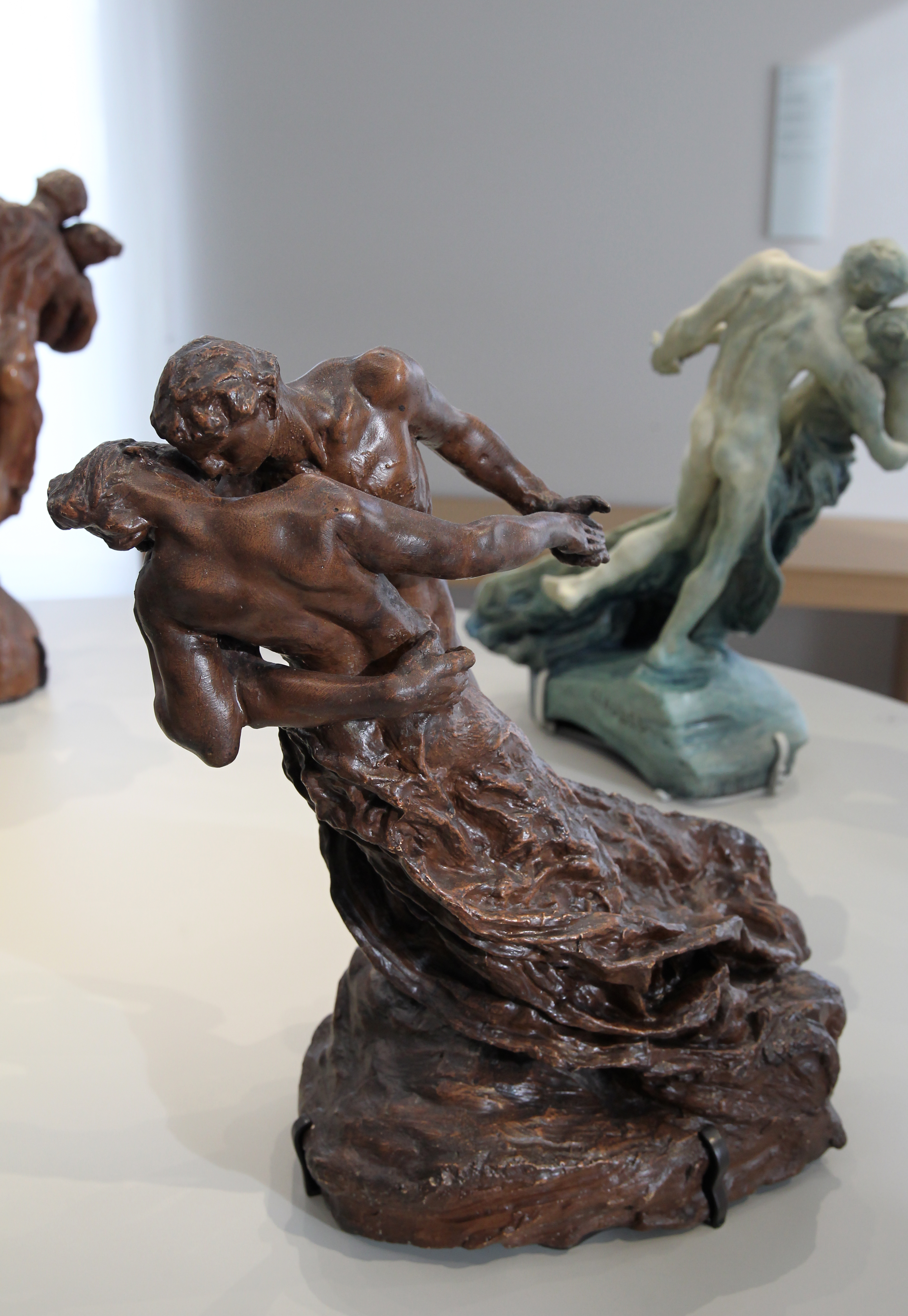
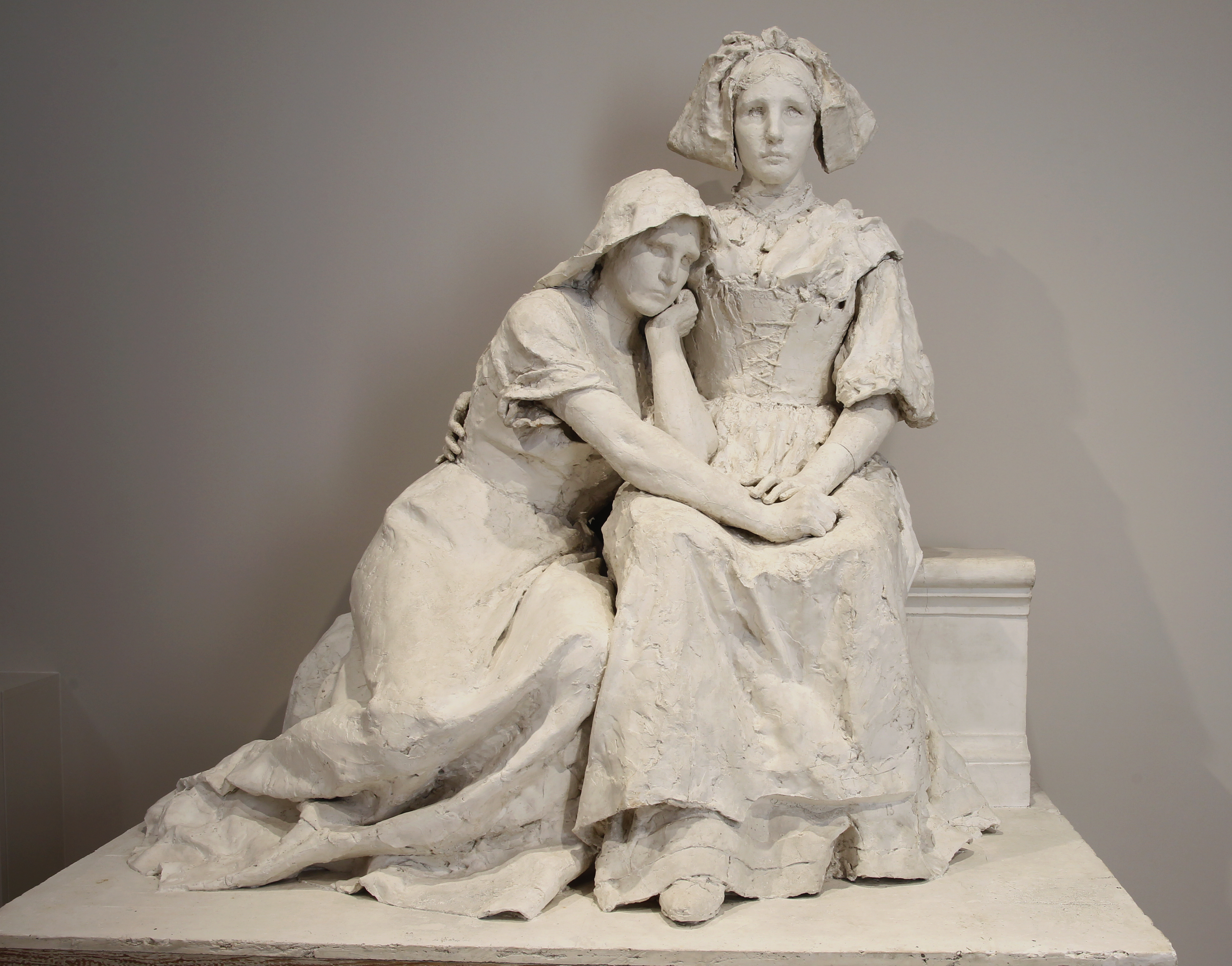